# Lagis bocki
Lagis bocki är en ringmaskart som först beskrevs av Hessle 1917.  Lagis bocki ingår i släktet Lagis och familjen Pectinariidae. Utöver nominatformen finns också underarten L. b. naikaiensis.